# استان مغان

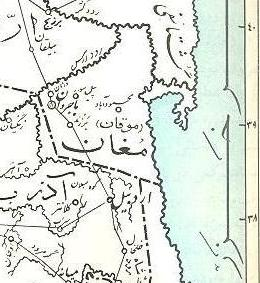
استان مغان در دوره خلفای عباسی

استان مغان یا موغان یکی از استان‌های ایران به مرکزیت باجروان در دوره خلفای عباسی بود. این استان شامل شهرهای محمودآباد، پیل‌سوار، برزند، دژمان می‌بود. استان مغان در غرب دریای خزر، جنوب رود ارس و شمال شرق استان آذربایجان جای داشت. این ایالت گاهی جزء آذربایجان محسوب می‌گردید ولی غالباً «ناحیه‌ای جداگانه و مستقل را تشکیل می‌داد. کرسی موقان در سده چهارم (دهم میلادی) شهری بود به همان نام که اکنون تعیین محل آن دشوار است. مقدسی می‌گوید موقان شهری است بر ساحل دو رودخانه و در میان باغستان و تقریباً» به اندازه تبریز است. از نقل وی استنباط می‌گرد که احتمالاً موقان همان باجروان باشد که حمدالله مستوفی آن را کرسی آن ناحیه شمرده و در زمان او (سده ۱۴ میلادی) خراب بوده‌است. و در برخی بررسی‌های صورت گرفته می‌توان باجروان مرکز استان مغان، جعفرآباد یا روستای پتلغان که روستایی تاریخی ولی از یاد رفته‌است که امروز چندین خانه از آن باقی مانده را می‌توان نام برد.